# استان مرکزی، اوگاندا
منطقه مرکزی (به لاتین: Central Region) یک منطقه در اوگاندا است.

## خصوصیات
منطقه مرکزی ۶۱٬۴۰۳٫۲ کیلومترمربع مساحت و ۶٬۵۷۵٬۴۲۵ نفر جمعیت دارد و ۱٬۲۰۰ متر بالاتر از سطح دریا واقع شده‌است.